# 中央军委后勤保障部财务结算中心
中央军委后勤保障部财务结算中心，位于北京市，隶属中央军委后勤保障部。

## 简介
2016年深化国防和军队改革前，中国人民解放军总后勤部设有中国人民解放军总后勤部财务结算中心，负责军委总部机关部门财务结算工作。
2016年，在深化国防和军队改革中，撤销中国人民解放军总后勤部，成立中央军委后勤保障部。中央军委后勤保障部设有中央军委后勤保障部财务结算中心，负责该部的财务结算工作。